# Faudoas
Faudoas är en kommun i departementet Tarn-et-Garonne i regionen Occitanien i södra Frankrike. Kommunen ligger i kantonen Beaumont-de-Lomagne som tillhör arrondissementet Castelsarrasin. År 2022 hade Faudoas 292 invånare.

## Befolkningsutveckling
Antalet invånare i kommunen Faudoas
| Referens: INSEE |